# Vágar (région)

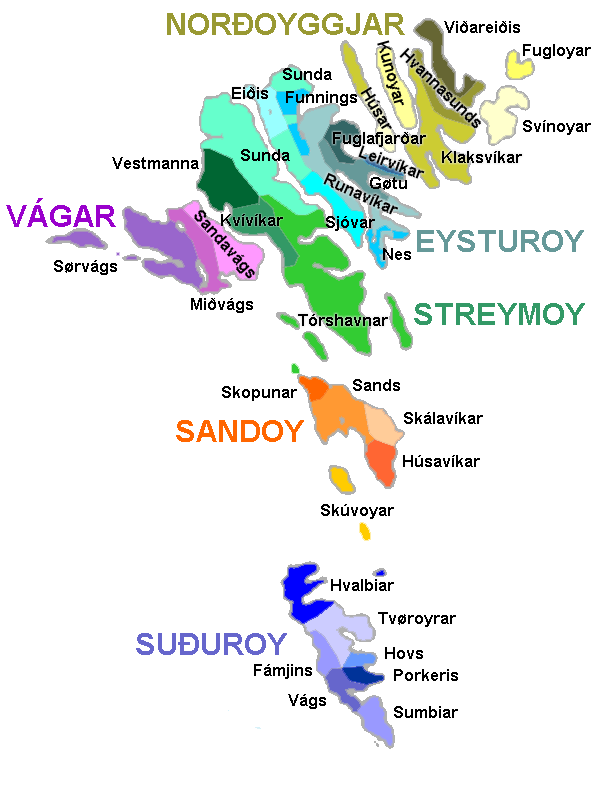
Carte des îles Féroé indiquant leur découpage en communes et région avant 2005.

La région de Vágar est l'une des six régions administratives des îles Féroé s'étendant sur les îles de Vágar, Mykines, Tindhólmur et Gáshólmur.
Son territoire comprend donc deux communes : Sørvágs et Vága.